# Manoir de la Porte
Le manoir de la Porte est un édifice situé aux Authieux-sur-Calonne, en France.

## Localisation
Le monument est situé dans le département français du Calvados, aux Authieux-sur-Calonne.

## Historique
Ce manoir est construit par Louis de La Porte en 1734. Cet homme est reconnu coupable de haute sorcellerie et brûlé vif en 1742. Il gît toujours au cimetière des Authieux-sur-Calonne, où il est possible de voir la fosse commune, remise au jour en 1997.[réf. nécessaire]

## Architecture
La construction est datée du dernier quart du XVIIIe siècle.
Le logis est inscrit au titre des Monuments historiques depuis le 10 janvier 2012. Une chambre comportant du papier peint du début du XIXe siècle (1820) est classée pour sa part à la même date.